# 阿马拉尔参议员镇
阿马拉尔参议员镇是巴西米纳斯吉拉斯州的一个市镇。总面积151.135平方公里，总人口5051人，人口密度33.4人/平方公里。